# Ніч 15 серпня 1831 року

Замковий плац у Варшаві — одне з місць серпневих самосудів

Ніч 15 серпня 1831 року (пол. Noc 15 sierpnia 1831 roku, також вживається noc sierpniowa, rebelia sierpniowa) — в історіографії Листопадового повстання цей термін означає хвилю рішучих масових демонстрацій жителів Варшави та частини армії повстанців, коли проводилися суди лінча, події мали місце у ніч на 15 серпня та 16 серпня 1831 р. Головною причиною заворушень стало невдоволення жителів Варшави несприятливою військовою ситуацією (польсько-російської війни) та те, що влада ігнорувала вимоги оперативного судового розгляду та покарання людей, звинувачених у шпигунстві чи державній зраді.
Під час виступів померло 34 особи (за інформацією інших джерел 35 осіб), а пораненими стали 14 людей. Більшість постраждалих були колишніми в'язнями, яких витягували з місць позбавлення волі та вішали на вуличних ліхтарях, заколювали багнетами. 16 та 22 серпня 1831 за наказам генерала Яна Круковєцкого було розстріляно 5 осіб, які були причетними до самосудів чи грабежу.

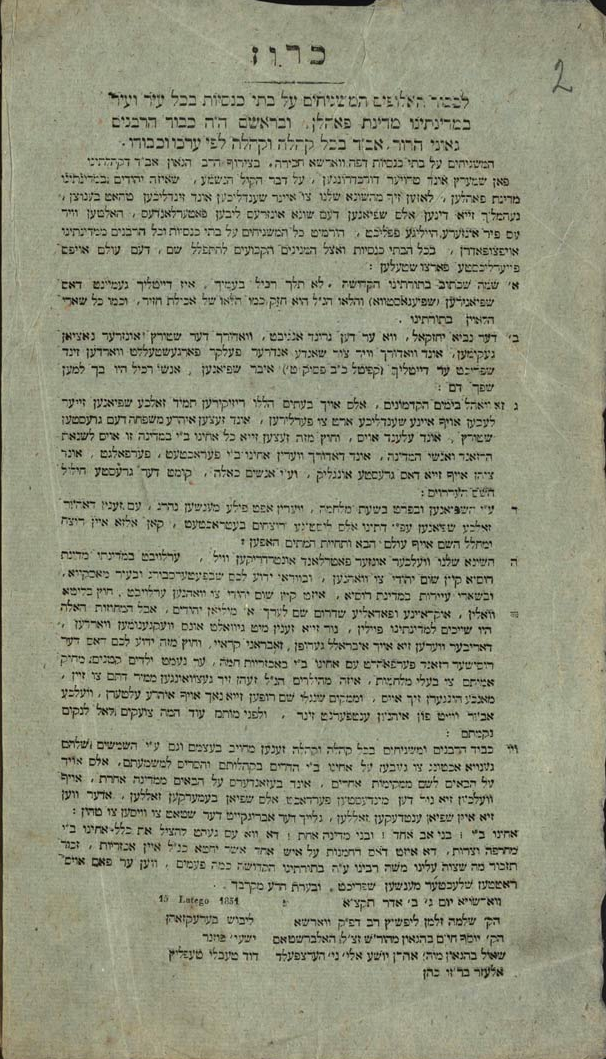
Інформаційний листок написаний на їдеші який закликає людей моїсевої віри не шпигувати на користь росіян та який став додатком до листа Урядового комітету внутрішніх справ і поліції від 21 лютого 1831 року

## Передумови
26 травня 1831 польські повстанські війська отримали тяжку поразку в битві під Остроленкою– на думку сучасних істориків, ця поразка була поворотним пунктом у війні польсько-російській; моментом, від якого листопадове повстання почало поволі спадати. Поляки втратили стратегічну ініціативу та почали готуватися до оборони своїх позицій. Більше того усі дії польської армії, які проводилися в той час, зокрема литовський та волинський походи закінчилися невдало. На Любельщині повної поразки зазнав похід генерала Янковського, (провалився внаслідок поразки битви під Лисобиками).

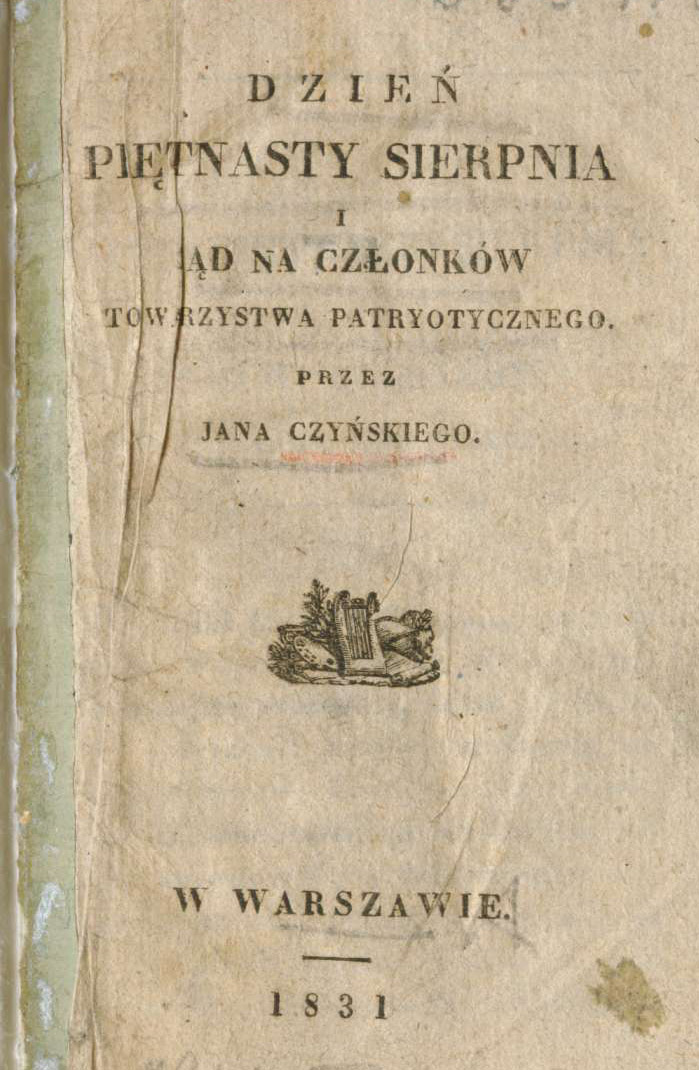
Титульна сторона брошури Dzień piętnasty sierpnia i sąd na członków Towarzystwa Patryotycznego Яна Чинського (1831)

Деякі новини з полів битв говорили про зближення російської армії до Варшави та відступ польських військових, байдужість до національної справи, незважаючи на самопожертву та героїчність солдат', паралізація волі, брак віри в успіх керівників повстання значно погіршили загальну ситуацію та сприяли деморалізації серед воєнних, а також напруженості суспільних настроїв в народі. Зростала злість і невдоволення серед жителів столиці, які особливо підстрикалися представниками радикального крила революціонерів — патріотичного клубу, які були противниками генерала Яна Скшинецького, як командира всіх польських армій (за їх словами  Від часу битви остолецької усе командування Скшинєцького було суцільним шляхом найгірших помилок (…) Країну поставив над урвищем).
Більше того, суспільство дратувало, що досі не було вирішено покарання по справі осіб звинувачених в шпигунстві та зраді, а також осіб, які підтримували та допомагали російській стороні. Затриманих тримали досить довгий час у варшавських в'язницях, а суд так і не відбувався (деяких шпигунів, таких як Генрік Макрот молодший, було затримано від самого початку повстання), окрім обіцянок Національного Уряду того, що він відбудеться одразу протягом 24 годин з дня затримання звинувачених. Чергові неправдиві пусті слова влади, маніпулювання фактами, а насправді проведення гри на зволікання, викликали дедалі більше ненависті та бажання з цим покінчити у радикально налаштованої частини жителів столиці поляків.
Одним з перших сигналів, що громадські настрої можуть втілитися в реальні дії був день 29 червня 1831 року, коли знервований натовп пробував лінчувати генерала Юзефа Хуртіга, якого підозрювали в антипольському шпигунстві. Тоді рішучі дії членів Національної Гвардії зберегли життя генералові та не дали заподіяти йому жодної шкоди розлюченим натовпом, однак це не могло зупинити погіршення атмосфери в польській столиці («Градус напруги в суспільстві був максимальним»). Сигнали майбутнього вибуху мас ігнорувалися повністю членами народного уряду — який був занадто слабким не тільки, щоб зупинити похід росіян на Варшаву, але і також щоб
підтримувати та забезпечувати громадський спокій у місті. Бунтівні настрої поширювалися також серед офіцерів «без призначення», які були розгнівані на те, що не можуть брати участь у війні разом з армією (було їх у Варшаві близько 1300 осіб).
Призначення генерала Генрика Дембінського новим начальним вождем польських армій не змінило на краще ситуацію, оскільки його вважали продовжувачем «системи» генерала Яна Скшинєцького. Публічна думка варшав'ян про генерала Дембінського склалася така, що в ньому бачили слабку особистість, яка буде проводоти переговори на тему капітуляції з росіянами та про як про особистіть яка «не може протистояти зовнішньому впливу».
Тяжка ситуація також склалася в господарстві — життя міських жителів погіршувалася з кожним днем, не вистачало постачання продуктів та зброї до Варшави, бракувало товарів першої необхідності, зросли ціни, збільшилось безробіття. Трагічно теж розвивалась епідемія холери, яка забирала десятки життів щодня і яку на польські землі принесли російські солдати.
На думку публіциста Мауриція Мохнацькького,, першоджерелом усіх проблем та помилок, які спричинили до бунту та до вибуху серпневих подій, була діяльність сейму, як «гнізда безладу» а також укази, які приймалися на сеймі та депутатів які не виконували «своїх обов'язків», тобто 5-осібний Національний Уряд — більш був нездатний проводити державотворчу політику, аніж «сильній державотворець, але один». На думку дослідника влада однієї людини теж була б не ідеальна, оскільки таку владу легше знищити, ніж «уряд п'яти людей, які репрезентують різноманітні думки в сеймі». Також Мохніцький критикує фундаменти на яких будувалася державна влада, які були згубними для справи повстанців — народну революцію «оформлену в рамки конституційної монархії», чого хотіли деякі фракції в сеймі, проте яка не могла виграти боротьби з владою «одного, але енергійного російського царя».
Деякі дослідники, такі як Шимон Ашкеназі, висували гіпотезу, що серпнева розправа була наслідком російської провокації, яка мала на меті зганьбити справу польського народного повстання в публічній думці країн західної Європи.

## Перебіг подій

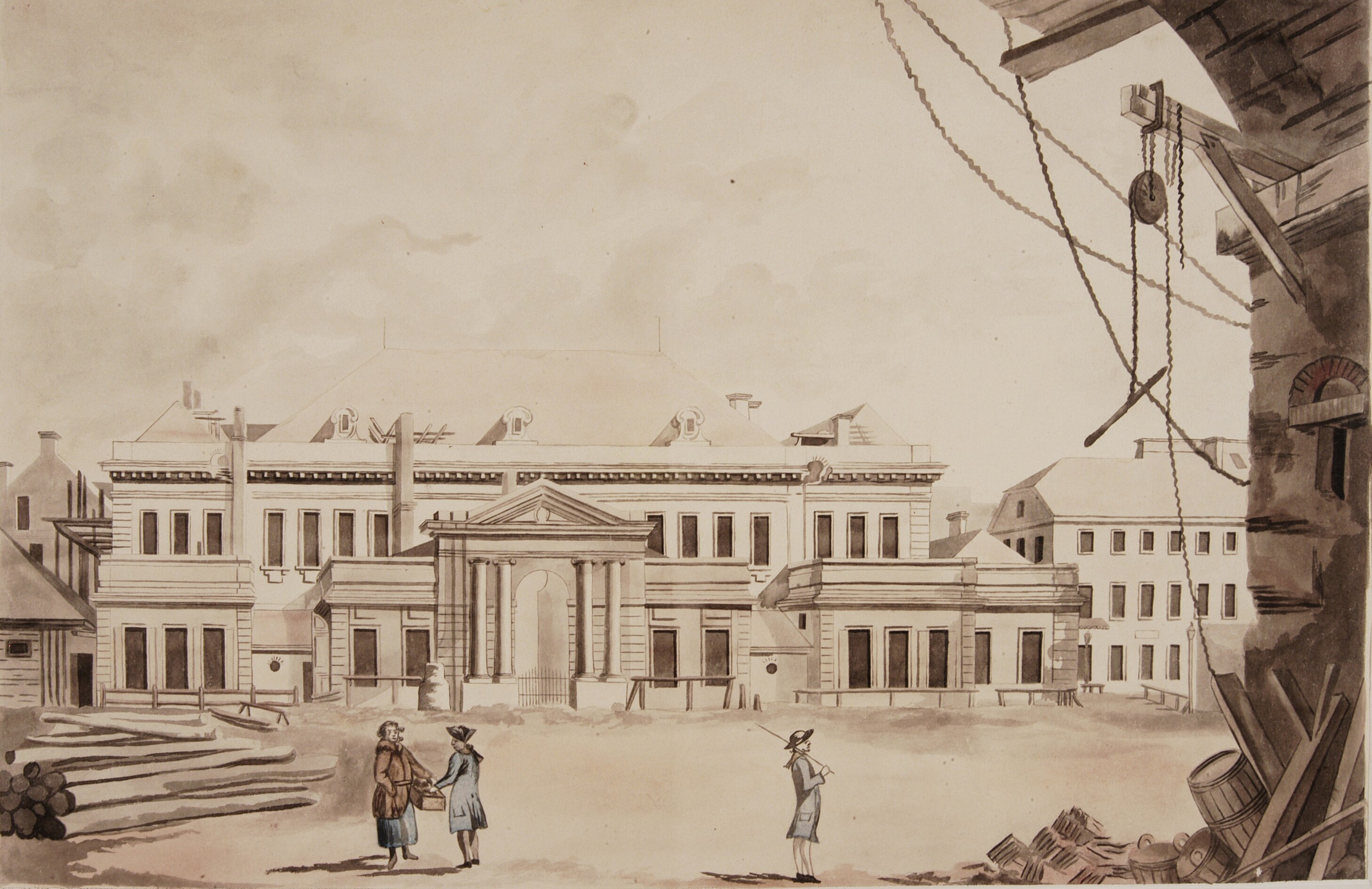
Колишній будинок Національного Театру біля площі Красинцьких у Варшаві — місце зборів Патріотичного клубу 15 серпня 1831 року

Від самих ранніх годин початку дня 15 серпня, у час коли в місті повинно було відбутися святкування, до центру міста з різних районів сходилися групи осіб, мешканців, які з нетерпінням очікували найсвіжіших новин з генштабу польських військ, де вирішувалося питання хто стане новим головою листопадового повстання. З кожною годиною натовп тільки збільшувався, головним чином збирались вони біля палацу Красінських. Близько 17:00 години, розпочалось відкрите засідання фракції патріотичного товариства в національному театрі, який був переповненим натовпом. Головував на засіданні Ян Чинський. Це зібрання, хоча і проходило у відносно спокійній атмосфері, було прелюдією до наступних кривавих подій, що відбулися в місті. Під час виступів наступних спікерів були роздані листівки із зображенням повішених Скржинецького та Чарторийського, в промовах підносились питання про термінове позбавлення генерала Скшиніцькего будь-яких посад та впливу на військову ситуацію; збільшувалися звинувачення цивільної та військової влади в зраді, або спробі капітуляції; «товариші» вимагали показового покарання винних у військових невдачах у війні з Росією та переслідування осіб, звинувачених у шпигунстві чи державній зраді.

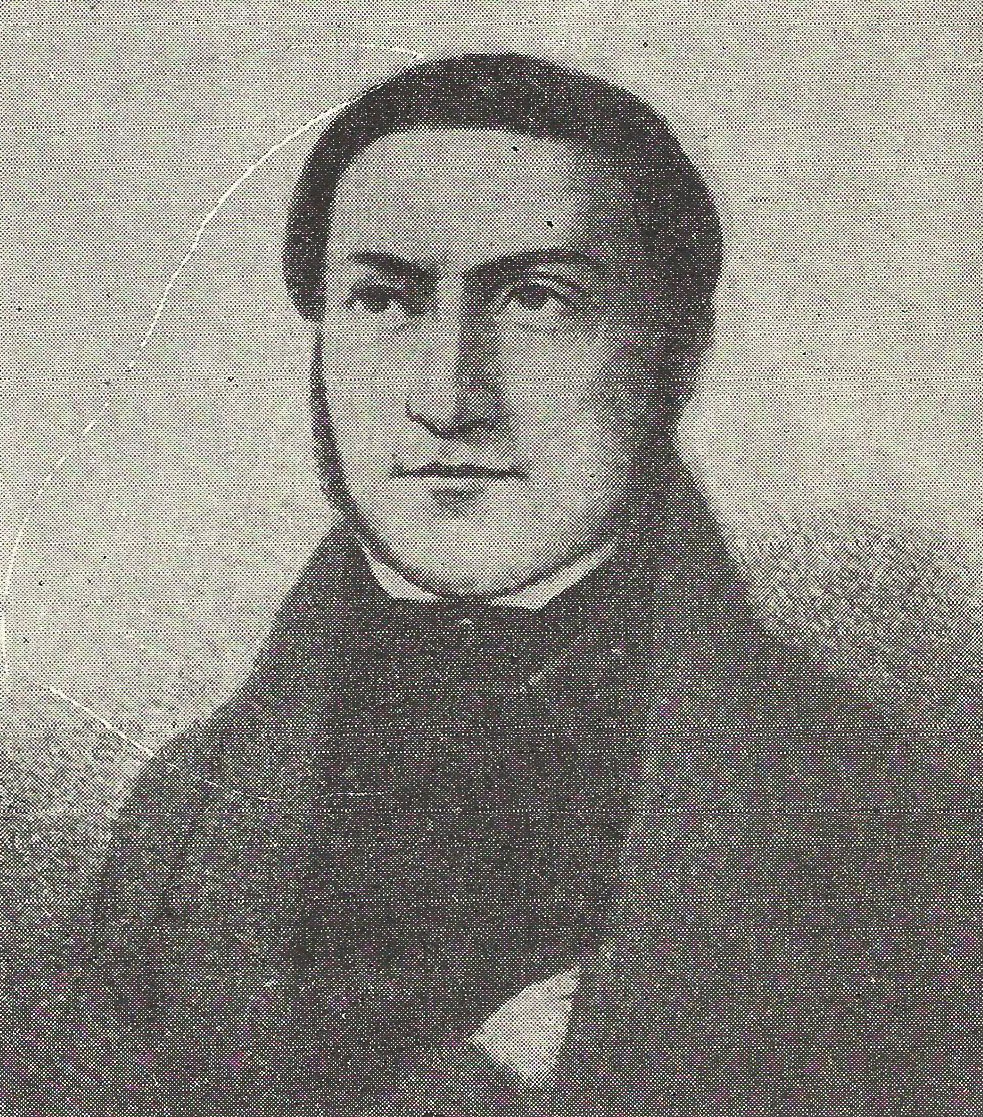
Ян Чинський (1801—1867), головував зборами патріотичного клубу 15 серпня 1831 року

Священник Олександр Пуласкі "відкрито виступив проти партії, яка, перебуваючи при владі, маніпулює словами довіра, єдність тим самим обманює несвідомий народ. Більше того він зробив пропозицію, пред'явити висловлені зібранням звинувачення урядові. За пропозицію проголосувала велика кількість тих хто був присутнім на зборах. В той самий час було піднято питання, виконання якого домагався Нікодем Боскі, що всі присутні «члени клубу» підуть до місця засідання уряду, а не лише як спочатку планував Чинський — тільки обрані делегати.
По дорозі до палацу Намістника, де відбувалося засідання уряду, до групи «товаришів» приєднувалися що раз більша кількість мешканців Варшави, які також переживали за долю народу. Спочатку було їх приблизно 500—700 осіб; врешті-решт близько 20:00, на подвір'ї перед палацом з'явилася натовп у кілька тисяч людей (згідно Людвіка Мєрославського — менше однієї тисячі) — з кожною хвилиною до нього приходи нові люди і так натовп тільки зростав. Зібравшись вони вимагали зняття генерала Скржинецького з усіх воєнних постів. Більшість з тих хто приходив залишилося на площі біля палацу, проте Ян Чинський, ксьондз Олександр Пуласкі, Нікодем Боський, а також Ігнацій Плужанський на чолі меншої групи людей вторгнулися до колонної зали, де відбувалося засідання Національного Уряду, на якому були присутні Адам Єжи Чарторийський, Станіслав Баржиковський, Вінсенті Немойовський, Йоахим Лелевель i Теофіл Моравський. Окрім того в залі знаходилися Еміліан Венгерський, а також Антоній Островський. Порушення засідання уряду спричинило різку негативну реакцію Станіслава Баржиковського.

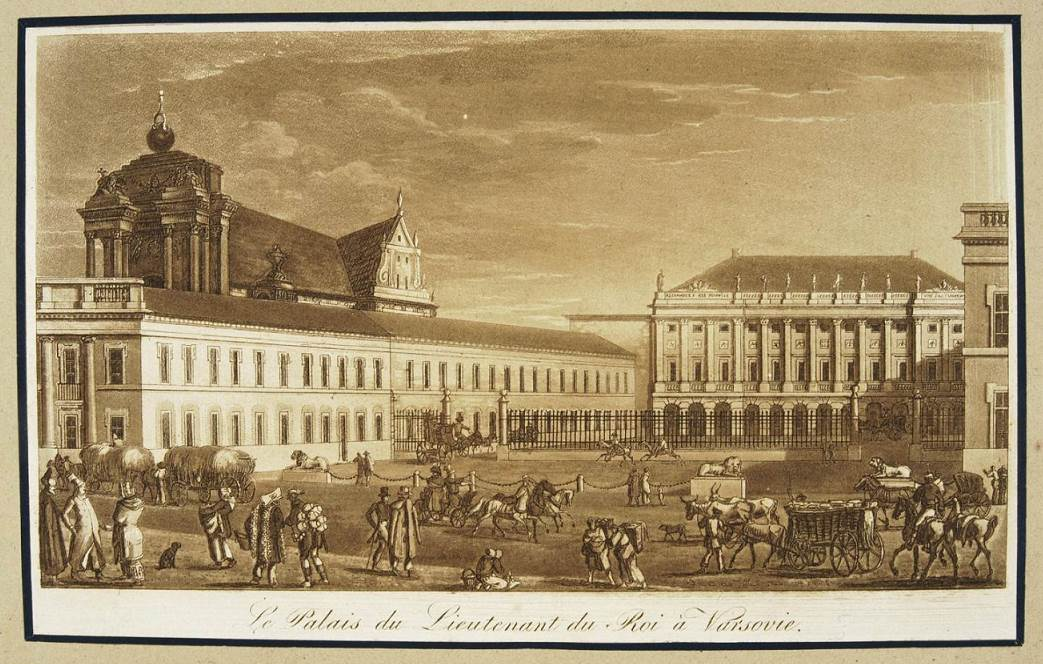
Палац Намістника у Варшаві, садиба національного уряду, місце де відбулося історичне протистояння між делегатами патріотичного клубу з представниками уряду 15 серпня 1831 року

Відбулася гостра перепалка, під час якої керівники Патріотичного товариства захищали свої рішучі дії, вимагали покарання генерала Скржинецького та людей звинувачених у державній зраді, а також засуджували неактивне протистояння російським військам. Звинувачені відповідали на свій захист закликів головуючого урядом, Адама Єжи Чарторийського, до заспокоєння настроїв в народі до членів клубу та слова підтримати уряд в тяжкій ситуації не принесли позитивно ефекту. Йоахим Лелевель вирішив промовчати. Хоча делегати по повернені спробували заспокоїти натовп «надією на більш енергійні дії», але це принесло тільки тимчасове заспокоєння.
Деякі люди з натовпу на почату почали розходитися в різні сторони, керівники «Клубу» повернулися по домах, двір палацу потрохи пустів (за іншою інформацією — людські маси перенеслися безпосередньо від урядового палацу до замкової площі). Коли здалося, що ситуацію вдалося опанувати, справи набули абсолютно несподіваного обороту — навколо Замкової площі знову почав збиратися агресивний натовп. Розлючені люди, ремісники, торговці та робочі, інтелігенція,
а разом з ними також військові різного звання, свій «розпач» і відчай спрямували на тих осіб, які утримувалися у в'язниці — люди почали голосно домагатися покарання осіб оскаржених за шпигунство та державну зраду. Заарештовані за такі злочини сиділи в різноманітних частинах міста, між іншим в королівському замкові, в Старій порохівниці, в Домі Праці та Притулку, в'язниці домініканської церкви біля вулиці Фрета. Палац охороняла Національна Гвардія. Великі ворота замку були закриті. Перші спроби силової демонстрації воріт було піднято вже в момент, коли зайшло сонце. Люди бажали повішати генералів Янковського та Хуртіга — які були звинувачені в антипольському шпигунстві та зраді у зв'язку з поразкою при битві біля Лисобиків. В натовпі чулись крики «Нехай живе Польща, смерть зрадникам, смерть шпигунам!». Члени національної Гвардії з вікон палацу, із зброєю в руках, закликали до всіх присутніх зберігати спокій (за свідченнями видання Сумліний Поляк, член Гвардії погоджувалися з натовпом щодо почуття справедливої помсти, і вони не протидіяли здійсненню вироку громадськості). Гвардійці, які обороняли підступів до замку робили вистріли з вогнепальної зброї, проте це були постріли попереджувального характеру. Спроби силового вирішення штурму воріт не приносили ніяких результатів цілих 1,5 години. Після спливу цього часу під замком з'явилися батальйони лінійних військ, якими керував Еміліан Венгерський. Побачивши їх гвардійці відкрили ворота та впустили цих солдатів до середини. Користуючись цим моментом доступу до замку, натовп мешканців Варшави вдерся на подвір'я і до самої в'язниці, де трималися арештанти. Новоприбулі лінійні війська не змогли нічого зробити, а навпаки — з'єдналося з тими, хто бажали смерті арештантів. З цього часу гвардійці не були більше в стані затримати швидкого розвитку подій, а не багато з них, тих які обороняли ще доступи до частин зал — було побито, або поранено. Інші гвардисти натомість, повинні були віддати в руки розправників генерала Хуртіга, що старався сховатися. Згідно доповідям капітана-репортера Національної Гвардії, Яна Рудніцького, самим нападом та способом, якими діставалися до в'язнів, і навіть самовільною екзекуцією керували офіцери лінійного батальйону. В найгарячіших хвилинах дійства офіцери закликали навіть погрозами змусити простолюдинів до спільної з ними дії. Приводом до такої зміни у військових повинна була бути втрата довіри до керівників повстання, слабкість та потурання владі негідникам. Згідно думки Мечислава Веринського, найбільшу активність в самосудах прийняли військові.

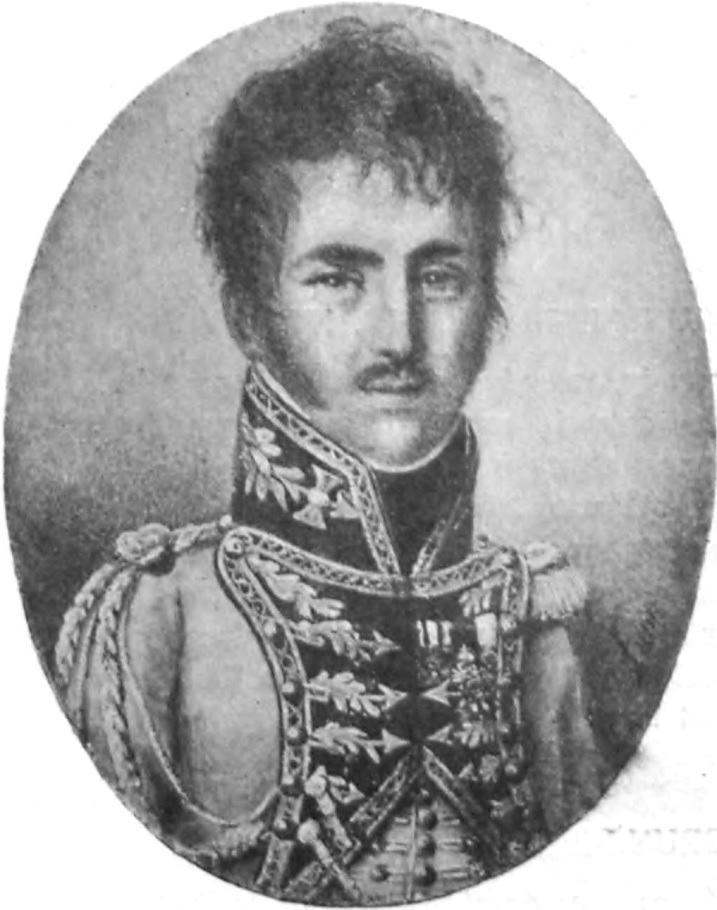
Генерал Антоній Янковський (1783—1831), одна з перших жертв серпневих самосудів

Першими жертвами народних самосудів стали генерали Янковський, Хуртіг, Буковські, Салацький, а також царський камердинер Феншаве (вель Фенч), пані Базанов також капітан Людвік Бентковські. У замковому самосуді взяли активну участь також і жінки.

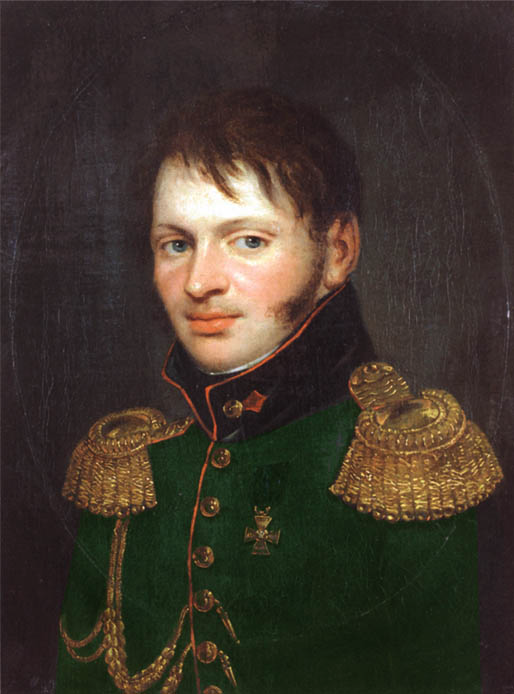
Генерал Юзеф Хуртіг (1770—1831), в серпневу ніч замордований на замковій площі в Варшаві

Близько 22:00–23:00 години, жертв було викинуто на Замкову площу, а потім після вбивств здійсненими жорстоким способом, рубання, повішано на ліхтарях. Генерал Янковський аж  на третьому ліхтарі знайшов смерть бо інші під ним ламалися (за іншими свідченнями — помер від ран нанесених штиками). Щоб морально принизити пам'ять про мертвих, одразу після вбивств тіла жертв були роздягнуті та повішані на одній нозі. Цим подіям супроводжувалися голосними окриками, знущанням над інтимними частинами тіл людей похотливі жарти, особливо жорстоко було проти єдиної жінки серед цієї групи жертв — пані Базанов, яку звинувачують у контактах з росіянами. Ця пані стала найулюбленішим предметом лютої і пристрасної жорстокості. Дочка-підліток пані Базанов, яка відчайдушно закривала матір власним тілом, отримала кілька колотих ран — згідно деяких джерел, рани ті виявилися смертельними для неї та через кілька днів вона померла.

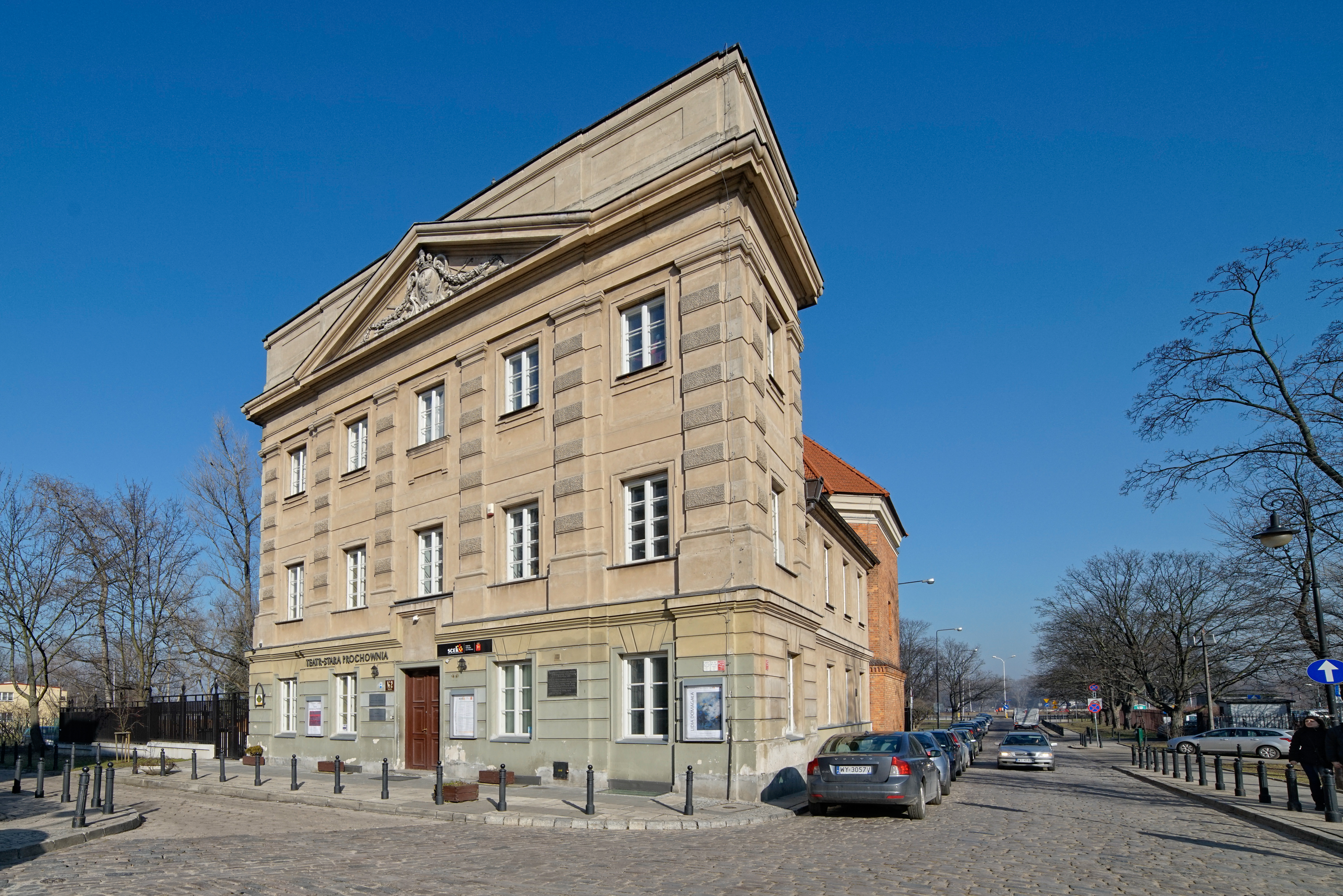
Стара Порохівня у Варшаві, у часи листопадового повстання — в'язниця; одне з місць серпневих самосудів

Після того як відбулися самосуди на замковій площі та її околицях, приблизно в 1:00 годині ночі  натовп, який спробував крові, однак менша кількість (близько 1000—1500 осіб), пішла в інші місця де трималися ув'язнені, де знову з тою самою злістю продовжувались побиття, вбивства, знущання та повішання за ноги, або за одну ногу — виводились ув'язнені з Стараої Прохівні (видав їх тюремний наглядач) та домініканського храму, а потім замордовувались. Вартові з лінійного війська не чинили жодного опору. Вуличні екзикуції, самовільно, по своєму праві, мали місце також в околицях Вольських Рогаток — окрім присутніх солдат лінійного війська, померли там особи, яких отримували як ув'язнених в Будинку Праці та Притулки, в більшості були єврейського походження, а також в ув'язнені кармелітської церкви, між іншим один з найбільш ненависних шпигунів до варшавського повстання, Генрік Макротт молодший. До непритомності було побито також наглядачу Дому, якого підозрювались в переховувані Матеуша Шлейя (шпигун). Ця сама група людей зробила невдалий замах на Президента Національного уряду, що проїзджав повз — Адама Єжи Чарторийський (на нього здійнили замах, були постріли на вулиці Електоральній, проте змовники промахнулися та постріли не дістали мети).

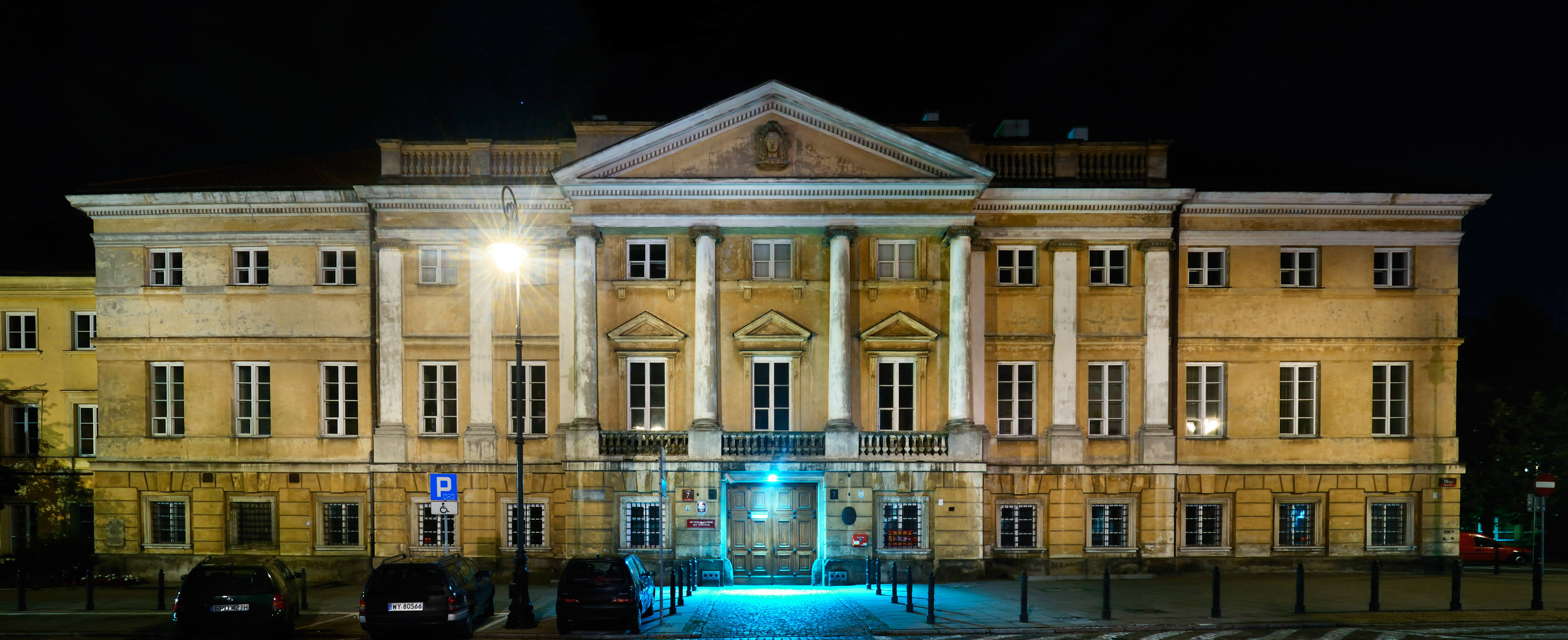
Палац Рачинських у Варшаві; на вулиці перед будинком було замордовано Яна Ханкевіча, секретаря Генеральної Урядової Комісії Справедливості

В районі Нового міста серед іншого помер на ліхтарньому стовпі Бірнбаум; біля Порохової вежі — Петриковські, Луба, Балон (комендант Варти, Вільгельм Ціхл, не був у стані затримати атаки). Більше того серпневу ніч освітив своєю смертю Ханкевіч, ненавистний генеральний секретар урядової комісії з юстиції, якого — після того як було йому нанесено колоті рани багнетами, його було повішано перед будинком комісії (тобто перед палац Рачинських біля вулиці Длугої; інші джерела надають інформацію на розі вулиць Закрочимської та Войтовської, на місці де був вбитий Ханкевич). Після того, як труп впав з ліхтаря, його знову повісили — за ребра. Згідно деяких джерел, невідомий священник у сутані підбурював до вбивства Ханкевича.У цьому місці тіло Ханкевича залишалося до 15:00 години 16 серпня.
В деяких випадках вбивствам супроводжувалося пограбуванням майна, що належало жертвам.
Повідомлення про розрухи та смертельні жертві розходилися по всьому місті. Частина багатших варшав'ян, до яких дійшли повідомлення про самосуди, в страху перед атаками барикадувалися в своїх домах, зокрема двері та вікна. Однак інша частина варшав'ян, не була свідома подій цієї драми аж до сходу сонця. Одразу після того як наступив ранок, вигляд повішаних та залишених на вулицях трупів, між бруківкою та біля будинків лежачи частини людських тіл тоді уся громадськість зрозуміла, шо відбувається. Жахливі вигляди привернули увагу натовпу глядачів-зівак на вулиці — у натовпі були присутні жінки з малими дітьми («деякі раділи та глузували з мертвих, деякі навіть мочили свої парасольки, а також хустки в крові»). Наіть «жінки, просто жительки, чиновниці, з вищою освітою та статусом, вони із задоволенням спостерігали за висячими та порубаними трупами». Велика частина варшав'ян, різного статусу, віку та освіти, оцінювали наслідки серпневої ночі позитивно; вбивства осіб, які підозрювалися в шпигунстві та зраді розцінювалось, як добре виконаний патріотичний обов'язок. Вважалося, що замордованих спіткала заслужена кара; «відчувається полегшення, своєрідний розрядка важкої атмосфери»; 15 серпня став для них своєрідним катарсесом.
В небезпеці опинився також французький консул — Раймонд Дюранд, якого звинувачувалось в ненаданні допомоги повстанцям з боку французів. Консула врятувала відносно велика відстань від його дому до центру подій (мешкав в будинку біля вилиці Новий Світ), а також посилений особистий караул. Повсталі більше того мали наміри екзикувати генералів Скшинецького, Хшановського та князя Адам Чарторийський, бо вважав їх головними виновниками програшу листопадового повстання, а також полонених росіян, між іншими серед яких було троє генералів.
Громадські інститути покликані забезпечити мир у місті та країні — Національна Гвардія та Охоронці Безпеки — не зробили рішучих кроків, щоб вчасно навести порядок в місті. Керівник Національної Гвардії — Антоній Островський — не хотів стріляти без чіткого наказу влади (генерал Круковецькі, посилаючись на розповідь Ігнація Бертрана, стверджує, що Антоній Островський отримав відповідне розпорядження від Національного уряду), і більше того боявся того, що розстріл повсталого натовпу лише погіршить ситуацію і призведе до ще більшого кровопролиття.
Виконуючий обов'язки губернатора Варшави також зайняв позицію не втручання — генерал Еміліян Венгерські (згідно до записок Круковєцкого, Венгерські він утримувався від будь-яких дій, коли сам опинився в смертельній небезпеці). Групі обуреного народу тому і могли виконати самосуд без особливих труднощів і без особливого опору оскільки не було опору з боку органів безпеки. Відділи Національної Гвардії захопили замкову площу, вулицю Подвале, частину Краківського передмістя i вулицю Сенаторську одразу після вчинених самосудів.

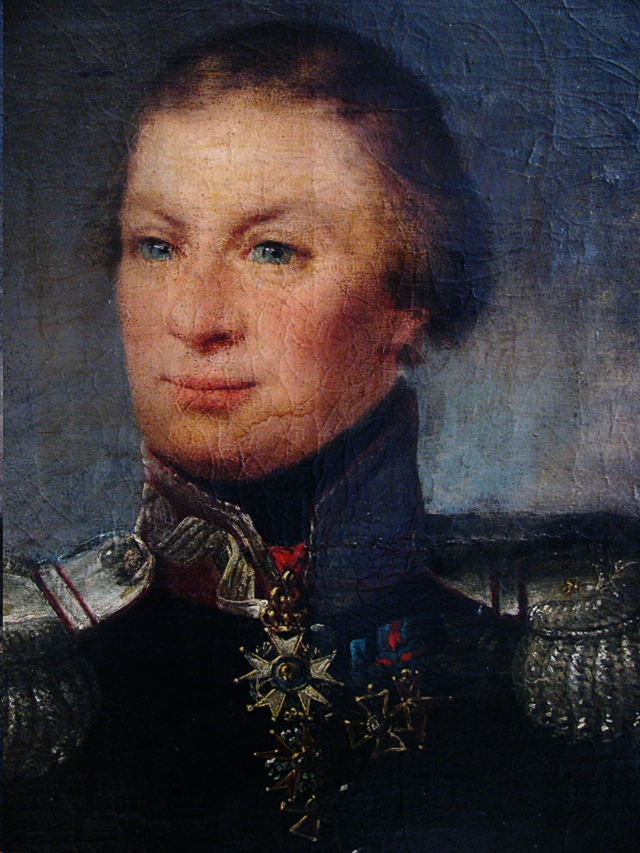
Генерал Ян Круковецький (1772—1850), перейняв керівництво в листопадовому повстанні після подій серпневої ночі

На Саському плацу вдалось запобігти страти полонених росіян, більше того генерал Круковецький врятував від смерті свого товариша кондитера Лессла (заспокоїв «вбивць» за допомогою генерала Рутьє, а керівника цієї групи, сапера Галецького, наказав розстріляти його на саському плацу).
Зранку 16 серпня менші групки людей почалися знову збиратися в деяких районах Старого Міста. По місці ходив поголос, що «різня повинна була тривати три дні». Генерал Круковецький вислав патрулі в околицях вулиць Пивної, Панської та Подвале та наказав розброювати групи тих хто має намір здійнисти щось подібне до минулої ночі. кількість виступів того дня була набагато менша (взяло в них участь кількасотень осіб), однак повстанці їм вдалося повісити ще кілька жертв. На теренах палац сапєжинських були брутально побиті, а також було замордовоно російського полоненого — барона Кеттлера (за Краушером — Кеттлер помер на вулиці Длугій, під домом Лелевеля та Мохнацького). Мешканка варшави — Теофіла Костяловська була тою особою, яка закликала до вбивства барона Кеттлера. В околицях Польського Банку (згідно Владислава Левандовського та Мечислава Веринського — на вулиці Фрета) повішано ненависного в народі адвоката та колишнього куратора кілішських шкіл — Кавецького, який боявся бути опізнаним ходив по місці в жіночому одязі. Були це останні жертви серпневого повстання (не враховуючи дочки пані Базанов, яка можливо померла через кілька днів від того дня як було нанесено їй рани). Близько 17:00 години до Варшави увійшли військові батальйони, завданням яких було занепокоєння наростання гніву мас на його початку.

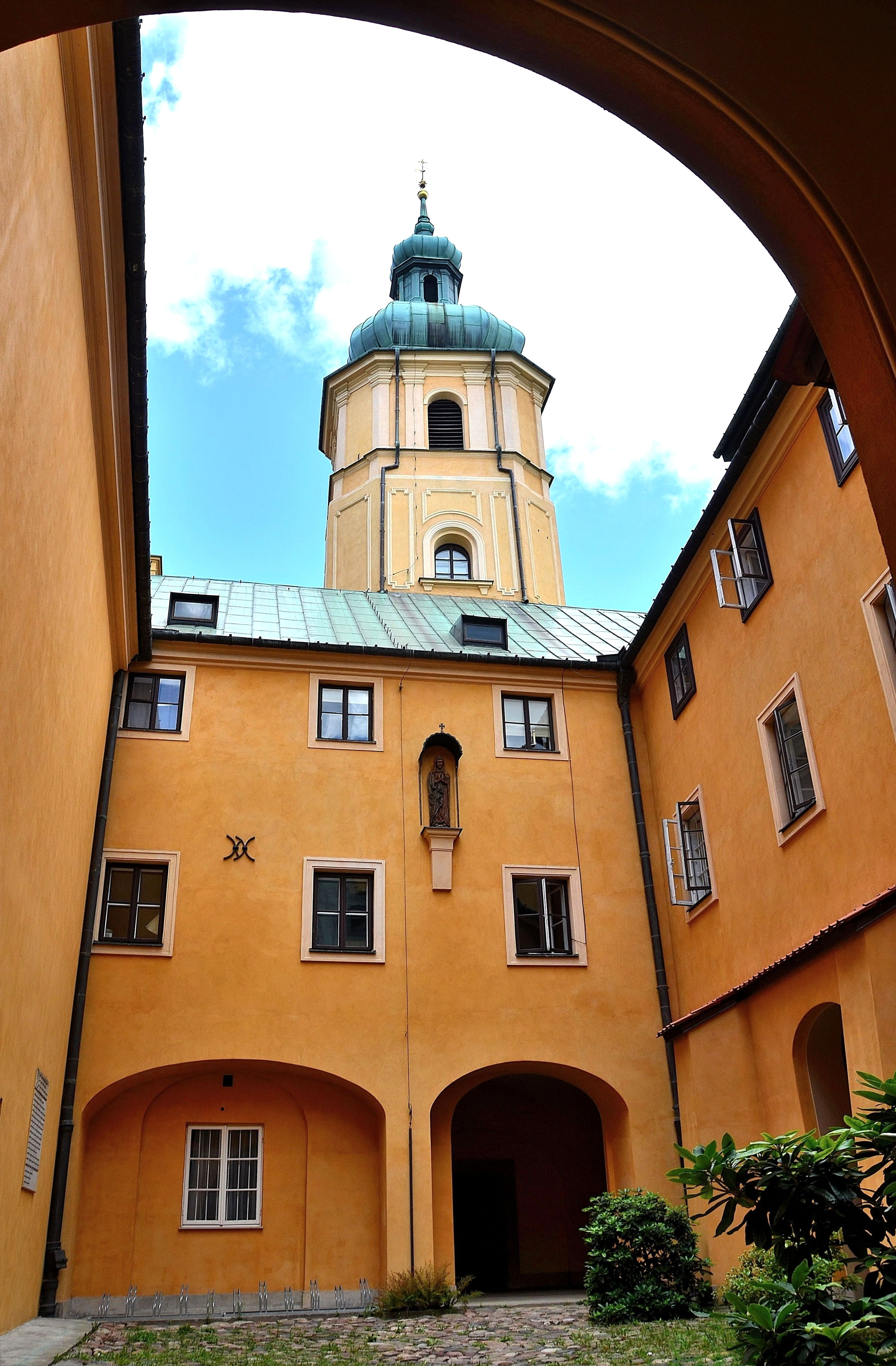
Подвір'я монастиря на вулиці Півній у Варшаві; місце, dдо якого тимчасово перенесли тіла жертв серпневого повстання

Близько 9:00–10:00 години розпочалось прибирання громадських місць від слідів різанини. Тіла жертв було тимчасово перенесено до монастиря на вулиці Півній. Їх склали там рядами, однак без жодного прикриття їх тіл.
На думку видання Сумліний Поляк, серпневі події були результатом неспроможності терпіти варшав'янами, роздатованих пристрастями стану відчаю, до якого допровадив своїми діями (або браком очікуваних дій) генерал Ян Скшинецький, однак і дії не призвели до жодних зловживань, чи порушення державної та приватної власності. Їхні ножі повинні були бути спрямовані виключно на людей прагнули знищення батьківщини, замість цього звичайні громадяни (…) проходячи повз спокійно визнавали певну вину їх перед патріотизмом. Поодинокий виняток в постаці ганебного нападу на дім кондитера Лессла був зупинений генералом Круковицьким, a керівник нападників — розстріляний. Непідтверджені більшістю джерела говорять теж про напад з метою пограбування на дім громадянина Петра в районі Сольцу.
Також публіцист Маурицій Мохнацький на сторінках газети Dziennika Powszechnego Krajowegoробив висновки, що випадки серпню не мали підстав для вчинення грабежів чи бунтування проти легальної влади та були результатом загального патріотичного підйому мас спрямовані на помсту. Люди Варшави нікого крім шпигунів та зрадників повісити не хотіли та не могли. Іншої думки був історик Тадеуш Лепковські, за ним політичною ціллю ночі 15 серпня був поворот політики та повалення уряду, а навіть покарання смертю деяких депутатів, чого не вдалось реалізувати.
У свою чергу видавництво Nowa Polska вказувало, що випадки 15 серпня мали спонтанічний, несподіваний характер; не були сплановані наперед і не були організовані як провокація росіян (як стверджував генерал Дембінські) з спеціальними намірами ; керував ними «випадок». Газета Польська назвала події i серпневої ночі вчинком відчаю, яка нас всіх засмучує, але яку не можна було змінити, яка відбулась.

## Список жертв самосудів
Цей список включає в себе тільки смертельні жертви серпневих днів; його було складено на основі інформації, що міститься в документі Rysie powstania, walki i działań Polaków 1830 i 1831 roku складений Валентієм Зверковським. Список Зверковського містить в собі 34 жертви самосудів. Пізніше також було додано 35 жертву — дочку пані Базанов, яка отримала рани під час атаки скоєної на її маму. Згідно деяких джерел, дочка пані Базанов померла через кілька днів від ран які вона отримала, однак інші джерела не підтверджують цю інформацію.
| №   | Картина        | Ім'я та назва | Підпис |
| --- | -------------- | --- | --- |
| 1.  |                | Антоній Янковський | генерал; звинувачений у тяжких помилках, що допровадили до поразки в битві під лисобиками. Повішаний біля брами королівського замку, або був заколотий багетами біля замку. |
| 2.  |                | Юзуф Хуртіг | генерал; був звинувачуваний у тому, що жорстоко ставився до увязнених в замойській фортеці; був підозрюваний у співпраці з росіянами під час повстання. Передував загибелі перший напад вчинений на нього 29 червня 1831 року. Був повішаний на замковій площі, або був заколотий багнетами. |
| 3.  |                | Людвік Буковський | генерал; звинувачений у значних помилках допущених в битві під лисобиками. Був повішаним на замковій площі, або був заколотий багнетами. |
| 4.  |                | Антоній Салацький | генерал; звинувачений в шпигунстві проти Польщі. Був повішаним на замковій площі, або був вбитий багнетами. |
| 5.  |                | Єжи Феншаве (Фенч) | царський камердинер; був звинувачений у шпигунстві проти Польщі. Був повішаний на замковій площі, або був заколотий багнетами |
| 6.  | Базанов (мати) | Росіянка, була протеже князя Адама Єжи Чарторийського. Була лінчована в замку і викинута на замкову площу, померла від ран, які були задані їй багнетами. На оборону матері стала її стала дочка-підліток (35 жертва), яка також можливо при тому була важко чи смертельно пораненою. | |
| 7.  |                | Людвік Бентковські (Бентковські) | капітан; звинувачений у посередництві в кориспонденції пані Базанов з росіянами. Був повішаний на замковій площі або був заколотий багнетами на садовій терасі замку. |
| 8.  |                | Дєтко Зарян | козак, що різав жіночі груди. |
| 9.  |                | Генрік Макротт молодший | шпигун тамної поліції; побитий, повішений біля Будинку Праці та Притулку. |
| 10. |                | Матеуш Шлей (Шлей) | шпигун тамної поліції; побитий, повішений біля Будинку Праці та Притулку. |
| 11. |                | Ієронім Шимановський | шпигун тамної поліції; побитий, повішений біля Будинку Праці та Притулку. |
| 12. |                | Людвіг Грюнберг | шпигун; повішений біля Будинку Праці та Притулку. |
| 13. |                | Хершке Єднорончка Чижик | шпигун; повішений біля Будинку Праці та Притулку. |
| 14. |                | Айзек Левковіч Шварц | шпигун; повішений біля Будинку Праці та Притулку. |
| 15. |                | Файвель Єковіч | шпигун; повішений біля Будинку Праці та Притулку. |
| 16. |                | Йозек Єковіч | шпигун; повішений біля Будинку Праці та Притулку. |
| 17. |                | Фаухель Хершковіч | шпигун; повішений біля Будинку Праці та Притулку. |
| 18. |                | Лейба Герковіч Фаухет | шпигун; повішений біля Будинку Праці та Притулку. |
| 19. |                | Хайм Абрамовіч | шпигун; повішений біля Будинку Праці та Притулку. |
| 20. |                | Лейба Єковіч Кузек | шпигун; повішений біля Будинку Праці та Притулку. |
| 21. |                | Хайм Мордка | шпигун; повішений біля Будинку Праці та Притулку. |
| 22. |                | Мішель Мошковіч Менджак | шпигун; повішений біля Будинку Праці та Притулку. |
| 23. |                | Вольф Баран | шпигун; повішений біля Будинку Праці та Притулку. |
| 24. |                | Абрахам Московіч | шпигун; повішений біля Будинку Праці та Притулку. |
| 25. |                | Берек Бліненкранз | шпигун; повішений біля Будинку Праці та Притулку. |
| 26. |                | Іцек Мітльман | шпигун; повішений біля Будинку Праці та Притулку. |
| 27. |                | Коїм Левковіч | шпигун; повішений біля Будинку Праці та Притулку. |
| 28. |                | Антоні Пєтриковські (Пєтриковські) | шпигун таємної поліції; побитий, витягнутий з старої прохівні та повішаний. |
| 29. |                | Станіслав Луба | чиновник, агент таємної поліції; витягнутий з старої прохівні та повішений. Згідно з польським істориком Олександром Краушаром, Станіслав Луба став в'язнем через те що вбив громадянина Бжежинського 30 листопада 1830 року. Вбивство відбулося на міській ратуші, під час нападу народних мас на канцелярію віцепрезидента Варшави — Матеуша Лубовідзького вхід до неї Бжезінський мав захищати. |
| 30. |                | Балон (Баллоу) | секретар, агент таємної поліції; витягнутий з старої прохівні та повішаний. |
| 31. |                | Юзеф Матеуш Бірнбаум | шпигун міської поліції; побитий та повішаний в районі Нового Міста. |
| 32. |                | Ян Ханкевіч (Станкевіч) | державний радник, прокурор і шпигун, друг Новосількова, звинувачений у переслідуванні польської патріотичної молоді. Викрадений з домініканської в'язниці та повішений перед палацом Рачинських на вулиці Длугій (за іншими повідомленнями — на розі вулиць Закрочимської та Войтовської). |
| 33. |                | Кеттлер | барон, полонений росіянин; повішаний після словесної перепалки з групою мешканців Варшави, які його оточили, а також за звинуваченням його в смерті та призначені повішання капітану Гедройцу в Радомі. Помер близько палацу Сапєжинських чи на вулиці Длугій перед будинком Лелевеля. |
| 34. |                | Ян Кавенцькі (Кавенцькі) | адвокат, колишній куратор кілішських шкіл; звинувачений у шпигунстві. В жіночому вбрані пробував втікти з міста. Затриманий та розпізнаний повсталими масами, був повішаний перед Блакитним палацом; згідно думки історика В.Левандовського — на вулиці Фрета. |
| 35. |                | Базанов (дочка) | Дочка-підліток пані Базанов (жертва № 6); за словами священика Павла Римського, дівчина померла через кілька днів від ран, отриманих під час захисту матері. Кшиштоф Незабитовський, навпаки, заявляє, що дівчина загинула на місці разом з матір'ю. |

Більше того щодена газета Polak Sumienny називає двох інших жертв серпневих подій:
- Якуб Юргашко — капітан жандармерії, співробітник таємних служб; був атакований біля лікарні Уяздовського. Згідно польського біографічного словника[48] та Валантія Звєрковського був врятований від самосуду генералом Францішком Шнайдом.
- Нєводовські — інспектор; атакований в лікарні Уяздовського. Проте ця інформація не підтверджується в інших джерелах.

Також під час атаки на королівський палац померла невідома жінка — не відомо однак, чи її смерть була випадком навмисного вбивства чи випадково (можливо була затоптана чи випала з вікна).
У списках ворогів народу знаходилась також імена генералів, яких плановано було стратити: Скшинецькі, Любєнські, Мілберг, Ягмін, Скаржинський, Джєконські та Чарномський.

## Результат серпневих судів
В результаті серпневих заворушень смерть була заподіяна 34 особам (або 35 особам), а декілька було поранено. Більше того за наказом генерала Круковецького, розтріляно 5 осіб, які брали участь в самосудах — для показного покарання також для дотримання права. Деякі учасники бунтів були заарештовані після розправи над Патріотичном Клубом, однак більшість з них згодом була звільного від всяких звинувачень.

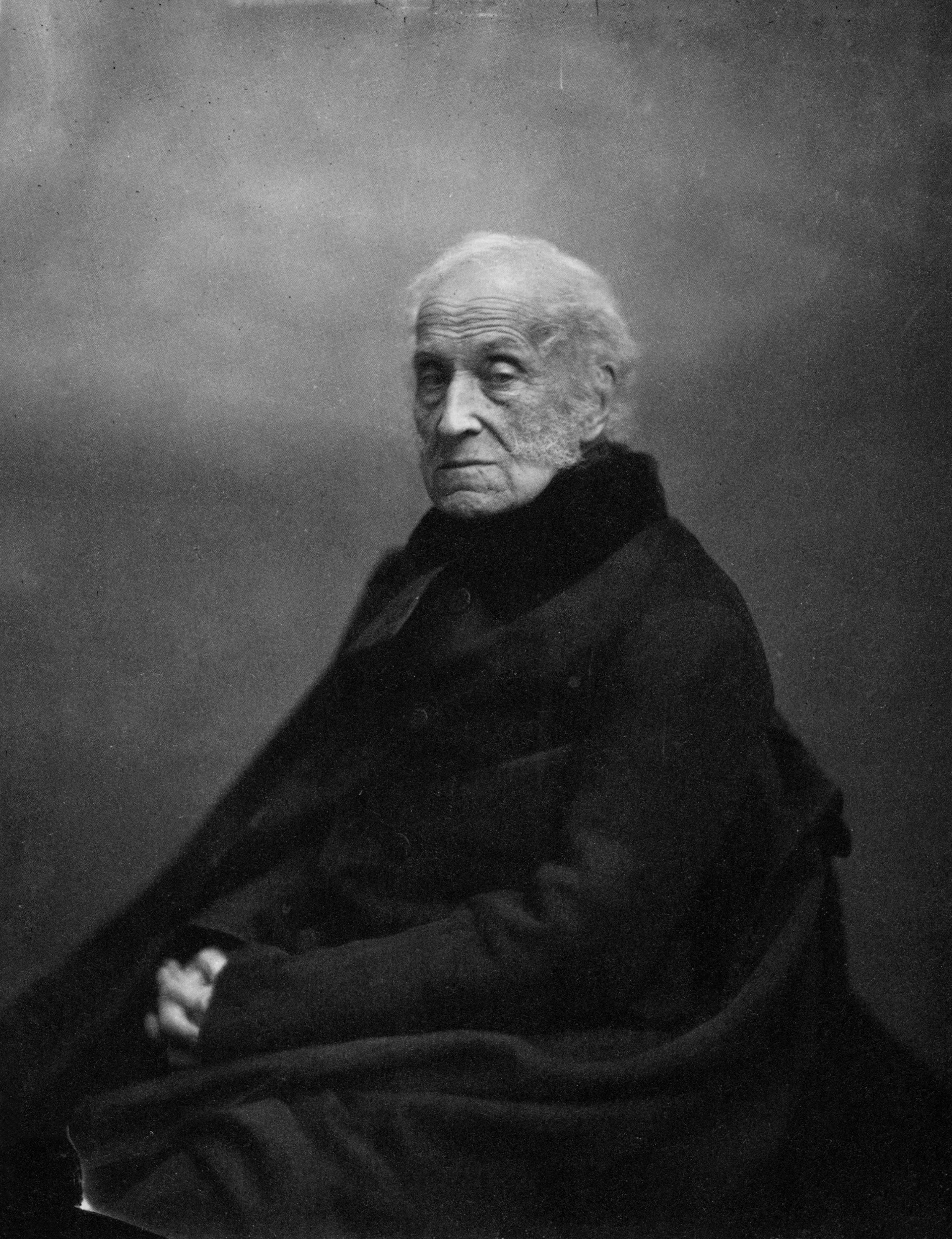
Князь Адам Єжи Чарторийський(1770—1861), президент Національного уріду, подав у відставку внаслідок серпневих подій

Політичним наслідком бунту було падіння уряду князя Адама Єжи Чарторійського 17 серпня також він втік на свою квартиру в Ольтшеві (загрожувала йому смерть з боку збунтованого натовпу; також й інші консерватори, злякані виглядом «якобінського вогнища», шукали захисту збереження під опікою армії. Сейм та Сенат прийняли постанови 29 січня 1831 року про 5-особову структуру уряду. Звідси виходило, що «тверді дії» належали виключно президенту (або заступнику президента) Національного Уряду — цю посаду довірили генералові Янові Круковецькому (на його власне прохання), в якому розглядали як єдиного, здатного відновити громадський порядок. Рада міністрів мала складатися з шести міністрів, кандидатури яких пропонували президент та які мали тільки дорадчий голос. Президент Уряду також отримав право призначення генерального керівника всіх польських військ. З цього часу, аж до часу коли буде «визволено столицю з небезпеки» сейм і сенат мали проводити спільні наради.
Ліве крило Патріотичного Клубу, діяльність якого в певному сенсі сприяла серпневим заворушенням, не сягнула поставлених цілей, тобто перейняття влади в повстанні, або надання його діям більш радикального напрямку; вона не змогла зробити з тих події реального інструменту для політичної боротьби. Новий керівник повстання, генерал Ян Круковецький, проти очікувань радикалів «не оживив повстання». Брак радикалізації влади після серпневої різні був ймовірно, спричинений, зокрема, надзвичайно важкою військовою ситуацією в польсько-російській війні. До стін Варшави зближалася все впевніше армія генерала Паскевича, над містом нависла небезпека облоги — що фактично «заступила усі інші проблеми» пов'язані з наслідками серпневої ночі.
Частина лідерів, які розпочали або брали участь у листопадовій революції звинуватила нового президента уряду в серпневій різанині, а саме генерала Яна Круковецького, проте не існувало однозначних доказів, що підтверджують ці звинувачення. Сторонники генерала Скшинецького та Дембінського звинувачували Круковецького також у використані наслідків бунту до зреалізування особистих амбіцій, тобто прийняття влади в польському королівсьві відразу після припинення заворушень. У відповдь на ці звинувачення, генерал Круковецький зробив власний опис про серпневі події, в якому звинувачував священника Пуласького i Яна Чинського (керівників Патріотичного клубу) як головних винуватців цих подій. Він також звинувачував президента міської ради Варшави — Каєтана Гарбінського. Сам Круковецький — згідно його власних слів — закликав натовп у серпневу ніч, щоб зберігати спокій і поїхати додому, а в околицях плацу Саського врятував кілька людей від смерті.
Священник Павло Римський називав головними поводирями та винуватцями серпневої різні членів патріотичного клубу. На захист «Клубу» став окрім того — Йоахим Лелевель. Також анонімний кореспондент  Нового Журналу зробив висновки, що ніч 15 серпня була справою не «якобінців», а зовсім навпаки — була справою урядових кабінетів, які допровадили події до такого сумного нашого положення, з якого, через неймовірний розпач такими діями вони хотіли вибратися із ситуації застою. Декількадесятків смертельних жертв було — на думку кореспондента невеликою жертвою в порівняні з тисячма полеглих на війні, яка фатально невдало розвивалася та якою керували влади військові та цивільні. Серпневою ніччю повинен був керувати чистий патріотизм та бажання крові (декількадесятків) шпигунів та зрадників та що не змусить їх почуватися погано. Також історик Тадеуш Лепковський заперечує тезу, що ніби масова людська непокора в серпневу ніч була організованою правою Патріотичного Клубу. Натомість істотним чинником, який розпалюваав пристрасті та жадобу крові було викликали безліч разів цієї ночі гасло-слово «зрада» — що було початком, завданням Лепковського, гнів людей сягнув кульмінаційного моменту та висунув його на екстремальний рівнь; це повинно було підштовхнути маси до здійснення «революційного правосуддя».

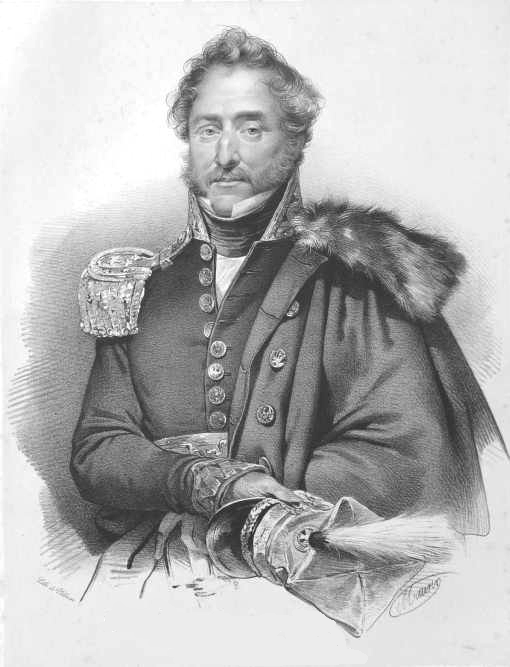
Антоній Островський (1782—1845), голова Національної Гвардії, якого звинувачують у відсутності втручання під час заворушень 15-16 серпня 1831 року, як результат був звільнений з посади

Генерал Круковецький послав у відставку Антонія Островського з посади голови Національної Гвардії, звинувачуючи його у неповному виконані обов'язків в найбільш критичних хвилинах серпневої ночі. Було впроваджено комендантську годину, він розпустив Патріотичний Клуб та наказав, під смертною карою заборонитти таємні зібрання колишніх членів «Клубу» (окрім того що «Клуб» до цього часу діяв відкрито), натомість для залякування людей та виправдання сподівань правих було наказано розстріляти на замковому плацу кілька осіб, які взяли участь в самосудах були розтріляні. Зокрема це:
- Вцентій Драгонський — за вбивства на плацу,
- Юзеф Чарнецькі — за підбурювання до вбивств в Будинку Праці та Притулку,
- Станіслав Сікорські — за вбивства на замку[49],
- Томаш Вольські — був розстріляний в районі Нового Міста за побиття та підбурювання до вбивства барона Кеттлера.

Вирок смерті отримала також Теофіла Косчаловська (за підбурювання до вбивства барона Кеттлера), однак на деякий час перед виконання вироку, його було замінено на 3 літнє відбуття покарання у в'язниці.
Начальний вождь Генрик Дембінський, звинувачує «російських партію» у відповідальності,яку він повязав з діяльністю Патріотичного Клубу; наказав він арештувати керівників «Клубу» — Яна Чинського та священника Олександра Поласького (також декілька десятків інших осіб), однак з браку доказів їх вини, а також під натиском публічної думки, обох зразу випустили на свободу.
Під враженням серпневих випадків Муніцепальний уряд Варшави підняв децизію спрямовану на помітне поліпшення продовольчого забезпечення народних мас, а також зупинення шаленої високої ціни на різні речі, в умовах нестачі продуктів першої необхідності, оскільки існувала потенційна небезпека «порушення громадського спокою»
Маурицій Мохнацький більше того вказав на непрямі військові наслідки серпневої ночі. Репресії, які застосовувалися до деяких членів Патріотичного Товариства, а також опублікування щодених відозв генерала Круковецького, який обіцяв сурове покарання для кожнгого порушина громадського спокоюс, що сприяли до заспокоєння заворушень і до повернення порядку на вулиці. Ще одним наслідеом було полегшення для росіян завдання захоплення «засоромленої» Варшави. Разом з поверненням спокою та тишини на вулиці міста, охолодженням революційного запалу — росіяни могли «розглядати Варшаву за свою власність та те що вони отримали перемогу над повсталими ще до нападу». Цю думку поділяв також Мечислав Веринський, який пов'язував події ночі 15 серпня з відмовою видання зброї населенню Варшави, незважаючи на те, що ворожа російська армія неминуче наближалася до столиці.
Після того як Варшава впала у вересні 1831 року царські суди, переслідували і карали «виновників» серпневих самосудів. Залишились вони звільнені від амністії, оголошеної царем Миколою І. Вирок в справі серпневого бунту видав кримінальний суд воєводства мазовецького та калішського 25 липня 1833 року. Залов в ссписку звинувачених в цих подіях знаходились імена 105 осіб. В таблиці нижче написані оголошені вироки.:
| №   | Ім'я та Прізвище                            | Провина               | Вирок                          |
| --- | ------------------------------------------- | --------------------- | ------------------------------ |
| 1.  | Валенті Посяда                              | Вбивство              | 20 років ув'язнення            |
| 2.  | Карол Дашкевіч                              | Вбивство              | 10 років ув'язнення            |
| 3.  | Адам Болевіч                                | Вбивство              | 10 років ув'язнення            |
| 4.  | Кароль Матушевіч                            | Вбивство              | 4 роки ув'язнення              |
| 5.  | Теофіла Ланькоронська                       | Співучасть у вбивстві | 9 років ув'язнення             |
| 6.  | Міхал Грабовські                            | Співучасть у вбивстві | 9 років ув'язнення             |
| 7.  | Флоріян Кшечинські                          | Співучасть у вбивстві | 6 років ув'язнення             |
| 8.  | Антоній Яблонський                          | Співучасть у вбивстві | 2 роки та 5 місяців ув'язнення |
| 9.  | Миколай (фамілії не вдалось ідентифікувати) | Співучасть у вбивстві | 1 рік ув'язнення               |
| 10. | Станіслав Фохт                              | Співучасть у вбивстві | 9 років ув'язнення             |
| 11. | Юзеф Запаловіч                              | Співучасть у вбивстві | 3 років ув'язнення             |
| 12. | Юзеф Чарномські                             | Співучасть у вбивстві | 7 років ув'язнення             |
| 13. | Ян Кецьяк                                   | Співучасть у вбивстві | 1 рік та 7 місяців ув'язнення  |

Більше того, тимчасово звільнено з під арешту (із залишенням під наглядом міліції на півтора року) наступні особи: Юзеф Донбровський, Якуб Доманський, Юзеф Джєвянтковські, Юзеф Гловєнські, Людвік Хейтмеєр, Рох Клушинські, Марцін Клопотовські, Мацей Козінські, Францішек Куліговські, Антоній Маєвський, Юзеф Марковській, Маріана Пьотовська, Міхал Піурецька, Фелікс Ринчинські, Ян Ринєвіч, Станіслав Штабік, Людвік Тшичинський, Ян Заранський.
Решту обвинувачених суд відпустив — або за відсутністю доказів вини, або за доведенням їх невинності.

## В культурі
Художньо-документальний фільм Листопалове повстання. 1830–1831 (режисер Л. Смолінька, 1980) показує в сцену вторгнення делегації Патріотичного Клубу на подвір'я Національного Уряду в палац Намісника 15 серпня. Науковий консультант фільму Єжи Сковронек, польський професор, дає свої висновки щодо судів лінча у фільмі.
Роман Тадеуша Холуя, Королівство без землі (1968), описує долю солдат 4. Полку Лінійної Піхоти у Варшаві 1819—1831 роках та під час його еміграції (1838 року). Одним з головних героїв роману є Томаш Вольські — відставний офіцер, розстріляний за наказом генерала Круковецького за те, що він брав участь в серпневих самосудах. Маргінальну роль в романі відіграє інший розстріляний того самого дня учасник сасмосудів — Віцентій Драгонський. Подіям які трапилися в серпні Холуй присвятив один розділ з роману.
Ехо подій ночі 15 серпня лунають в епілозі оповідання Леона Пшемського — Сірий Якобінець (1951), в якому події відбуваються у Варшаві під час листопадового повстання. У попередніх розділах, серед іншого, були присутні інтриги членів Патріотичного клубу, революційні потрясіння в місті, які завершились серпневим бунтом у суспільстві.
У фільмі Олександра Форда Молодість Шопена (1951), в одній з кінцевих сцен було показання публічне зібрання діячів великої еміграції в Парижі після завершення повстання. В моменті промови князя Адама Єжи Чарторийського подаються слова, які згадують «ганебну ніч 15 серпня, коли поляки — поляків мордували».
Французький поет, Август-Марсель Бартельмі, присвятив серпневому самосудові один із своїх віршів — Le seize août à Varsovie (16 серпня в Варшаві).
В останніх розділах кримінального роману Павела Гожлінського Jul (Воловець, 2010), в якій події відбувалися в липні 1845 року в Парижі, серійний вбивця та колишній повстанець полковник Кеніг (видумана постать) нагадує події серпневої ночі, як такі які мали вирішальний вплив на його пізнішу квазі-містичну, а водночас злочинною діяльністю в еміграції. В ретроспекції ночі 15 серпня 1831 року показується драматична сцена вбивства генерела Янковського, якого повинен був вбити полковник Кеніг та що наклало тяжку ментальну травму на його психічне здоров'я та вирішило його подальшу мотивацію чим займатися в житті.